# Postweg (Berg en Dal)
De Postweg is een weg in het zuidoosten van Gelderland van Berg en Dal naar Groesbeek (gemeente Berg en Dal). De Postweg loopt niet door de bebouwde kom van deze gemeente, maar door bosrijk gebied dat bij het Rijk van Nijmegen hoort. 
De Postweg maakt samen met enkele andere wegen deel uit van de Zevenheuvelenloop-route.

## Route
De Postweg begint aan het kruispunt met de Molenbosweg en loopt vandaaruit in zuidoostelijke richting. De weg kruist de Meerwijkselaan en Derdebaan en komt uiteindelijk uit op de Nieuweweg, aan de rand van Groesbeek. 
Bij de kruising met de Meerwijkselaan staat het vroegere Afrika Museum. De golfclub Het Rijk van Nijmegen grenst aan de bebouwde kom van Groesbeek. 
In de nabijheid ligt ook het Romeins aquaduct Nijmegen, tegenwoordig een rijksmonument.

## Postweg in Nijmegen
Enkele kilometers westelijker bevindt zich ook een Postweg  in de wijk Kwakkenberg van Nijmegen.